# Ratchet: Gladiator
Ratchet: Gladiator eller Ratchet: Deadlocked  er et spil i spilserien Ratchet & Clank, det udkom i 2005.
Ratchet: Gladiator, er et spin-off spil i den populære Ratchet & Clank-serie til Playstation konsollen. Spillet udkom den 25. oktober i 2005 til Playstation 2 af udvikleren Insominiac Games, der stadig i dag fortsætter med at udgive nye titler i serien. 
I spillet spiller man som Ratchet, der sammen med to kampdygtige robotter skal besejre et hav af fjender bestående af monstre og high-tech gladiatorer, når Ratchet selv bliver en gladiator, da han for fjerde gang skal beskytte galaksen. Denne gang ved at vinde samtlige turneringer i arenaerne spredt over diverse planeter og månebaser i den skumle del af universet, kaldet Shadow Sector.